# KV46
KV 46 (Kings’ Valley no. 46 – Grab Nummer 46) im Tal der Könige gehört dem Beamtenehepaar Tuja und Juja. Sie lebten in der ägyptischen 18. Dynastie und waren die Eltern der Großen königlichen Gemahlin Teje und damit die Schwiegereltern von König Amenophis III. (ca. 1379–1340 v. Chr.)

## Entdeckung
Das Grab wurde am 5. Februar 1905 von James Edward Quibell gefunden, der für Theodore M. Davis grub. Die Grabstätte war nur zum Teil beraubt worden und enthielt noch eine bemerkenswerte Sammlung an Grabbeigaben.

## Architektur

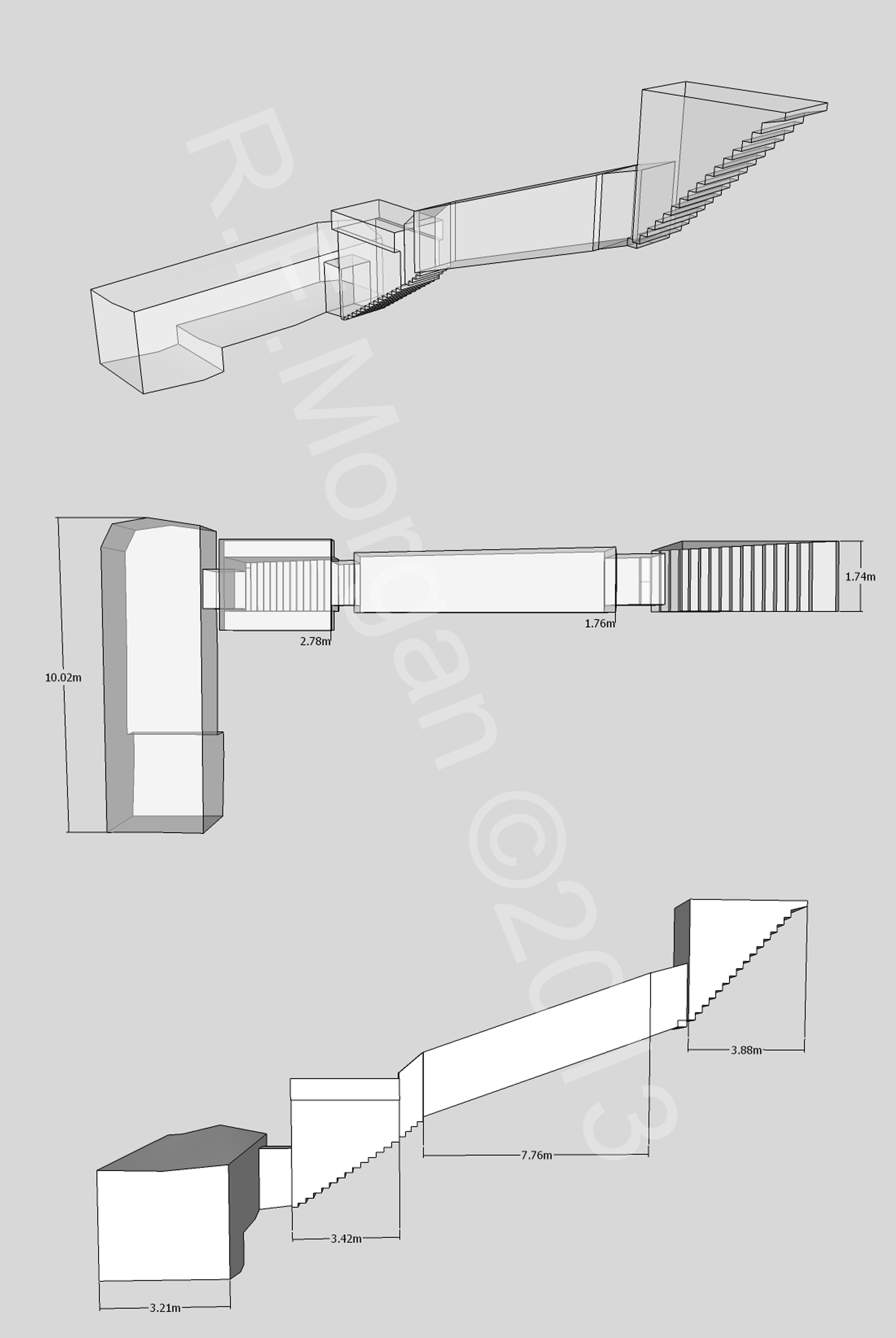
Isometrische Darstellung, Grundriss und Schnittzeichnung des Grabes

KV46 war über einen steil nach unten gehenden Gang zu erreichen, der an zwei Stellen als Treppe, in der Mitte ohne diese gearbeitet, war. Am Ende des Ganges befand sich die ca. 3,19/3,53 × 9 m große Grabkammer.

## Grabbeigaben
Beide Verstorbene waren in einem Set von Särgen, die teilweise mit Silber und Gold beschlagen waren, beigesetzt, wobei der äußere jeweils ein Kastensarg und die inneren jeweils die Form eines menschlichen Körpers (anthropomorph) hatten. Die Gesichter trugen vergoldete Totenmasken. Viele Elemente der Sargdekoration, wie die Horussöhne mit Tierköpfen, sind auf diesen Särgen zum ersten Mal bezeugt.
Zu weiteren Grabbeigaben zählen zwei teilweise mit Gold beschlagene Kanopenkästen, die jeweils einen vollständigen Satz Kanopen aus Alabaster enthielten. Es wurden zahlreiche Uschebtis und Modellwerkzeuge für diese gefunden. Juja und Tuja besaßen zudem ein prächtiges Totenbuch.
Bemerkenswert sind auch die im Grab gefundenen Möbel, darunter Betten und mehrere Sessel. Einer trug die Inschrift der Prinzessin Sitamun, Tochter Amenophis III., und Enkelin des Paares. Es wurden außerdem mehrere Truhen gefunden, wobei eine mit den Namen von Amenophis III. versehen war und wohl aus dessen Besitz stammte. Weitere Objekte waren unter anderem: Skarabäen, Amulette, ein Spiegel, kleine Siegel, Sandalen, Stäbe und ein Streitwagen.
Zur Versorgung der Toten waren mumifizierte Fleischteile in speziellen Truhen und zahlreiche Keramikgefäße vorhanden, die vielleicht einst Wein, Wasser und Bier enthalten hatten.
Ein Großteil der Grabfunde befindet sich heute im Ägyptischen Museum von Kairo. Die weltweite Ausstellung Tutanchamun – Das goldene Jenseits zeigte verschiedene Grabbeigaben: Sarg, Maske und Kanopenkasten der Tuja, Scheingefäße sowie den vergoldeten Sessel der Prinzessin Sitamun und ein Kästchen von Amenophis III.

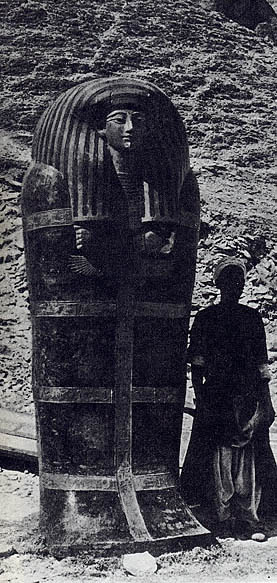
Äußerer Sarkophag des Juja
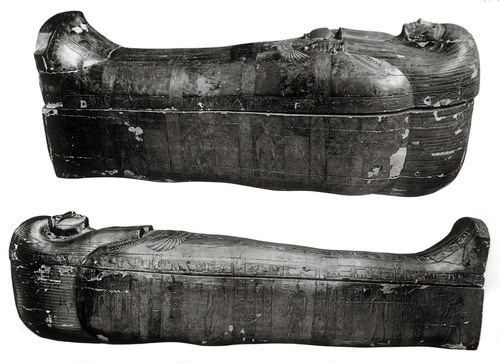
Särge des Juja
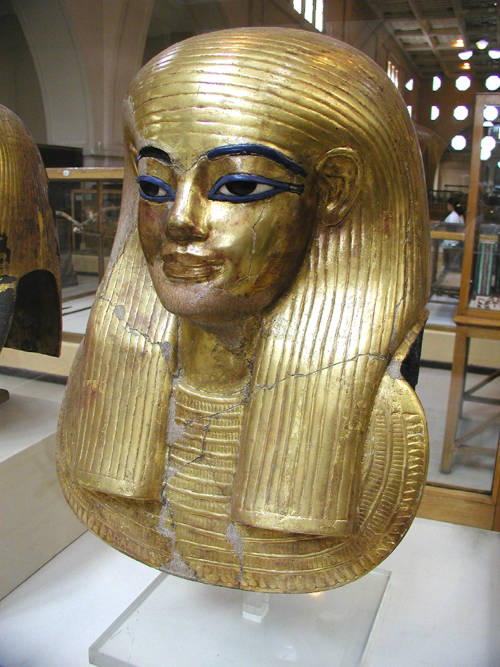
Mumienmaske des Juja, Ägyptisches Museum Kairo (JE 95316)
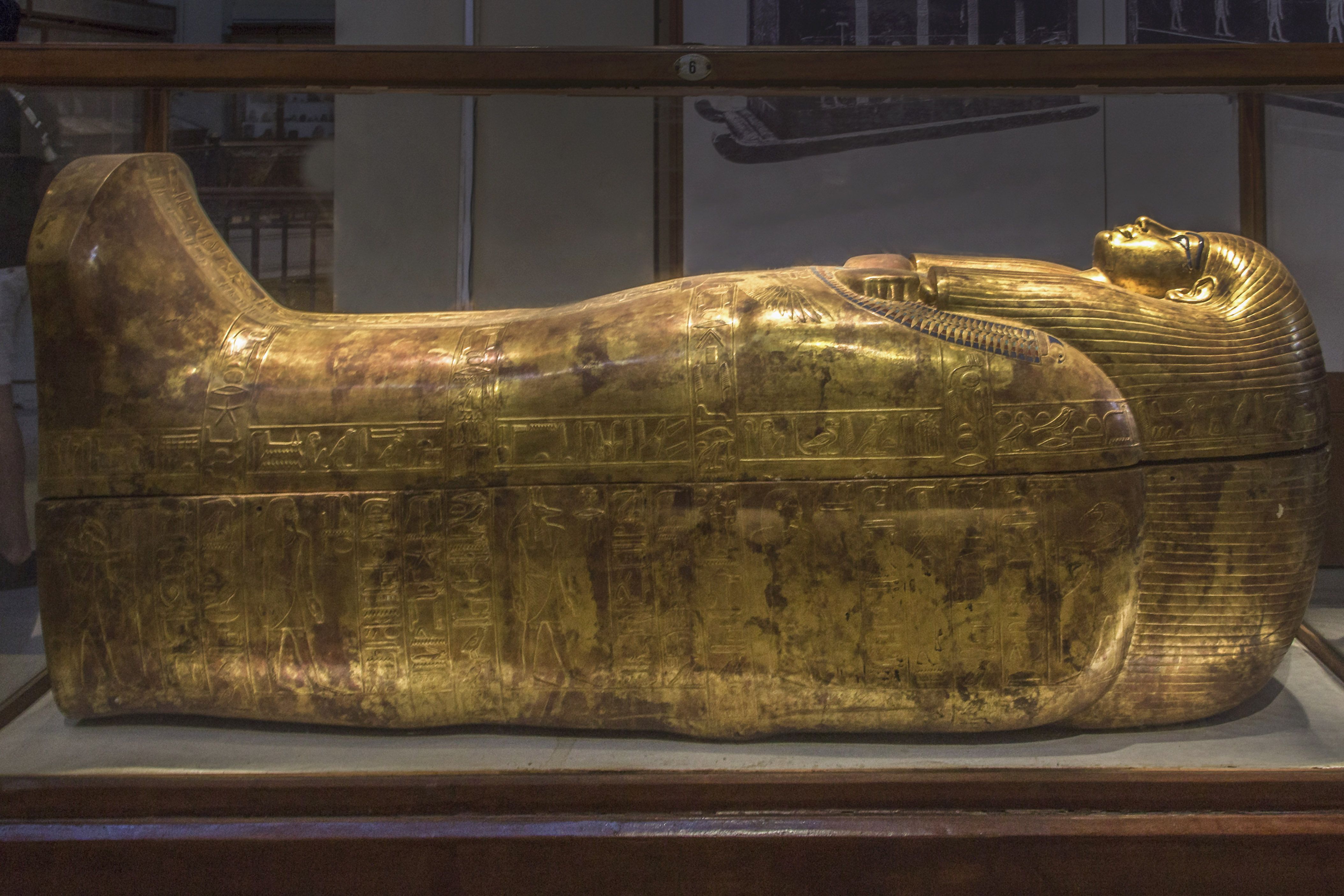
Äußerer Sarg der Tuja, Ägyptisches Museum Kairo (JE 95232, CG 51006)
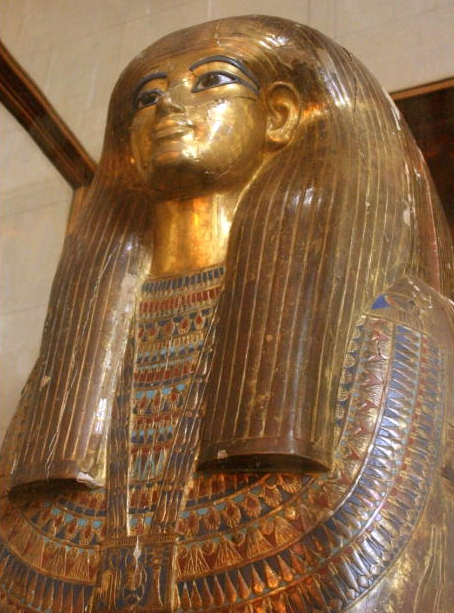
Sarg der Tuja
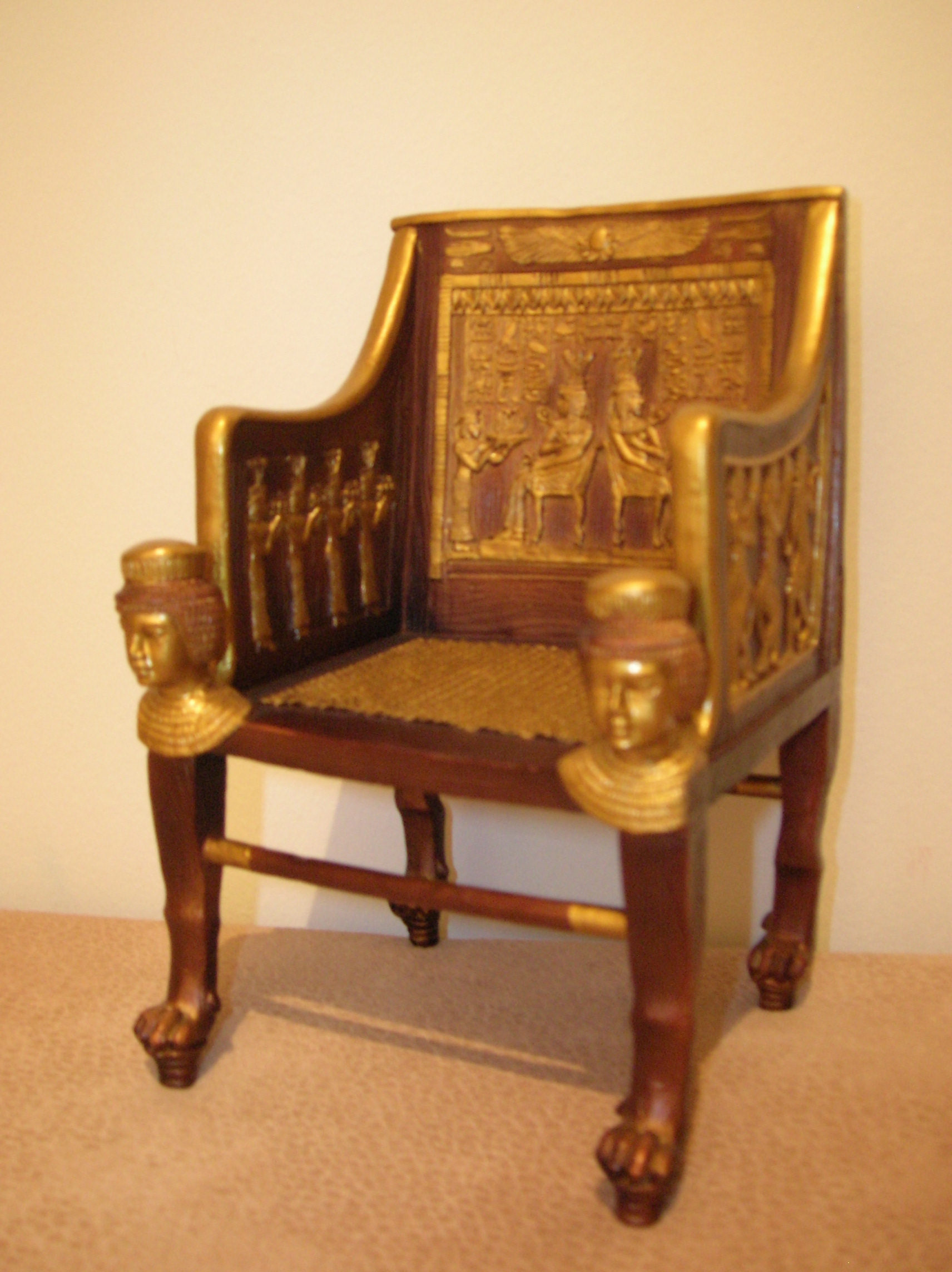
Thron der Sitamun (Replikat), Ägyptisches Museum Kairo (JE 95342, CG 51113)
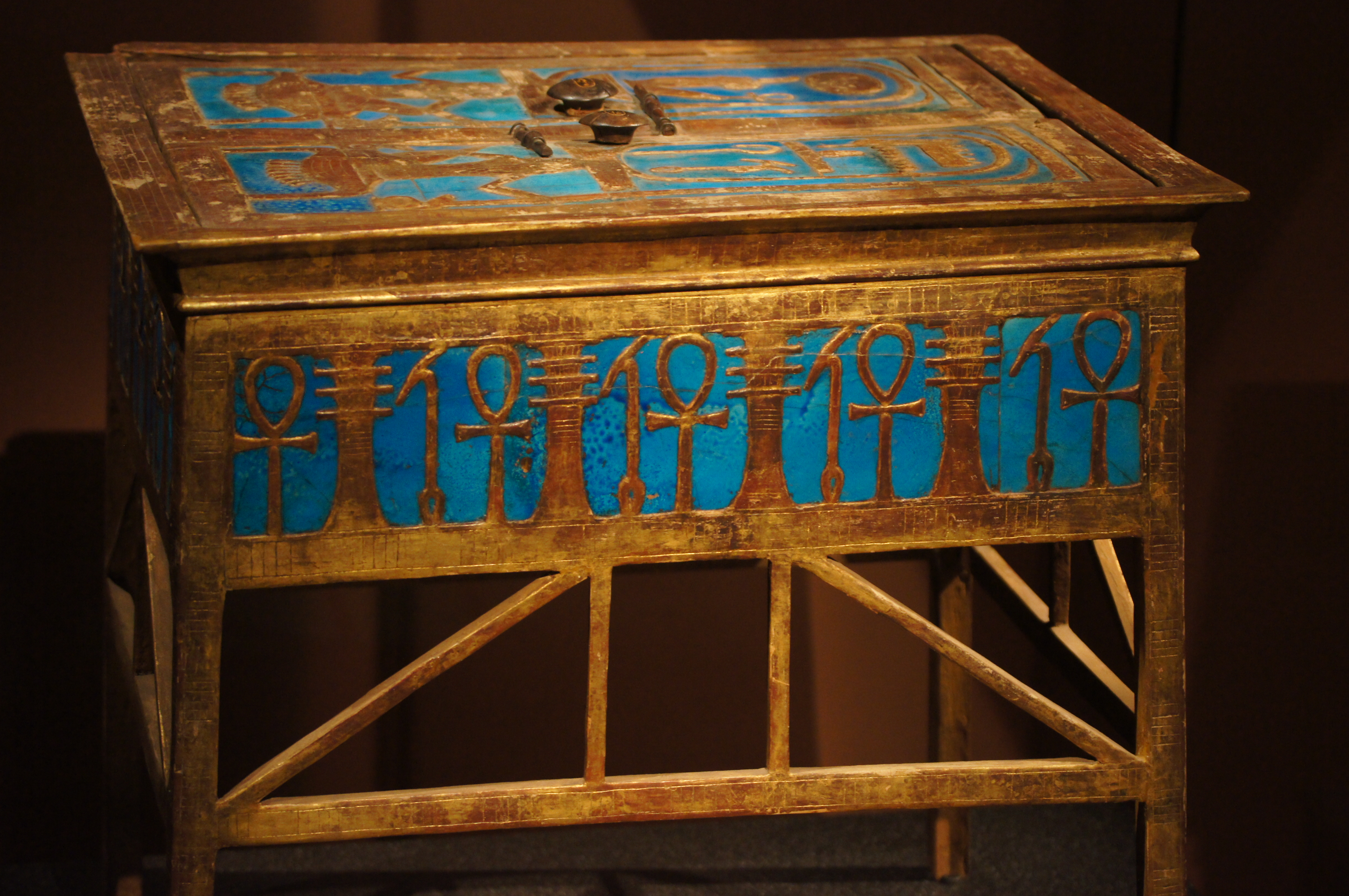
Kästchen von Amenophis III.
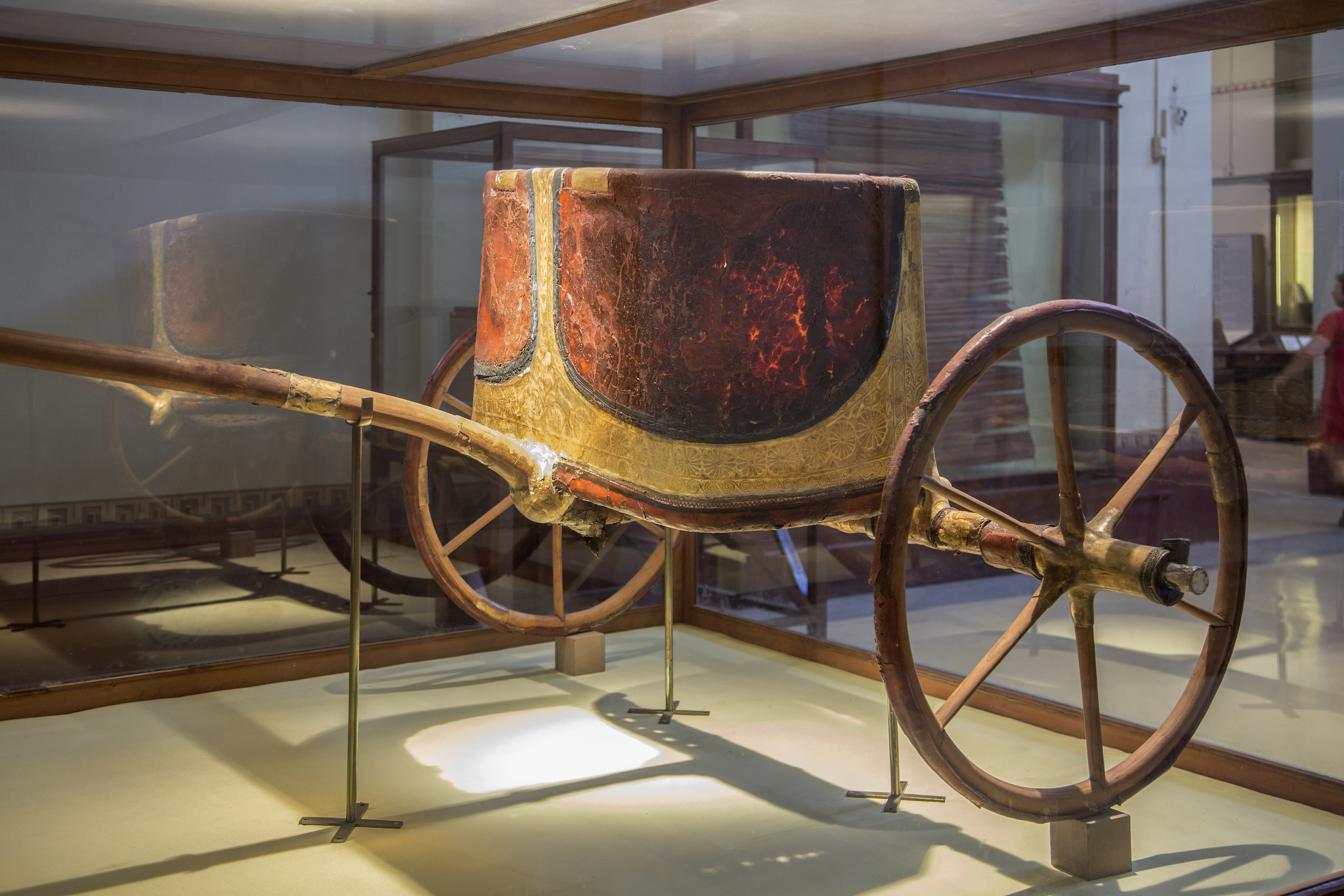
Streitwagen, vermutlich des Juja

## Zur Anlage des Grabes
Die Grabkammer des Paares ist, wie die meisten privaten Grabkammern im Neuen Reich, undekoriert. Es ist mit Sicherheit davon auszugehen, dass es am Rande des Fruchtlandes einen Totentempel oder eine Felskapelle für dieses Paar gab, in denen ihr Totenkult vollzogen wurde und die eine volle Dekoration trugen. Diese Kapelle konnte bisher nicht identifiziert werden. Es ist möglich, dass sie im Totentempel von Amenophis III. untergebracht war.